# Szanandadzs
Szanandadzs (Sanandaj, kurd nyelven: سنە Sine; perzsa: سنندج) Irán Kurdisztán tartományának fővárosa. A népesség 414 069, Szanandadzs a huszonharmadik legnagyobb város Iránban és a második legnagyobb kurd város. A város alapítása meglehetősen újkeletű (kb. 200 éves), de rövid fennmaradása alatt a kurd kultúra központjává vált.

## Fekvése
Kermánsáhtól északra fekvő település.

## Leírása
Szanandadzs lakossága nagyrészt kurd. A városnak volt egy örmény kisebbsége is, amely fokozatosan kivándorolt a városból. Az iráni forradalomig (1979) a városnak volt egy kb. négyezer emberből álló, arámi nyelvű zsidó közössége is. A város asszír közössége egyedülálló, arámi nyelvjárást beszélt Senaya néven. Szanandadzs gazdasága a szőnyegek, a feldolgozott nyersbőr és a bőr, a hántolt rizs, a finomított cukor, a famegmunkálás, a pamutszövés, a fémáruk és az evőeszközök előállításán alapul.

## Galéria

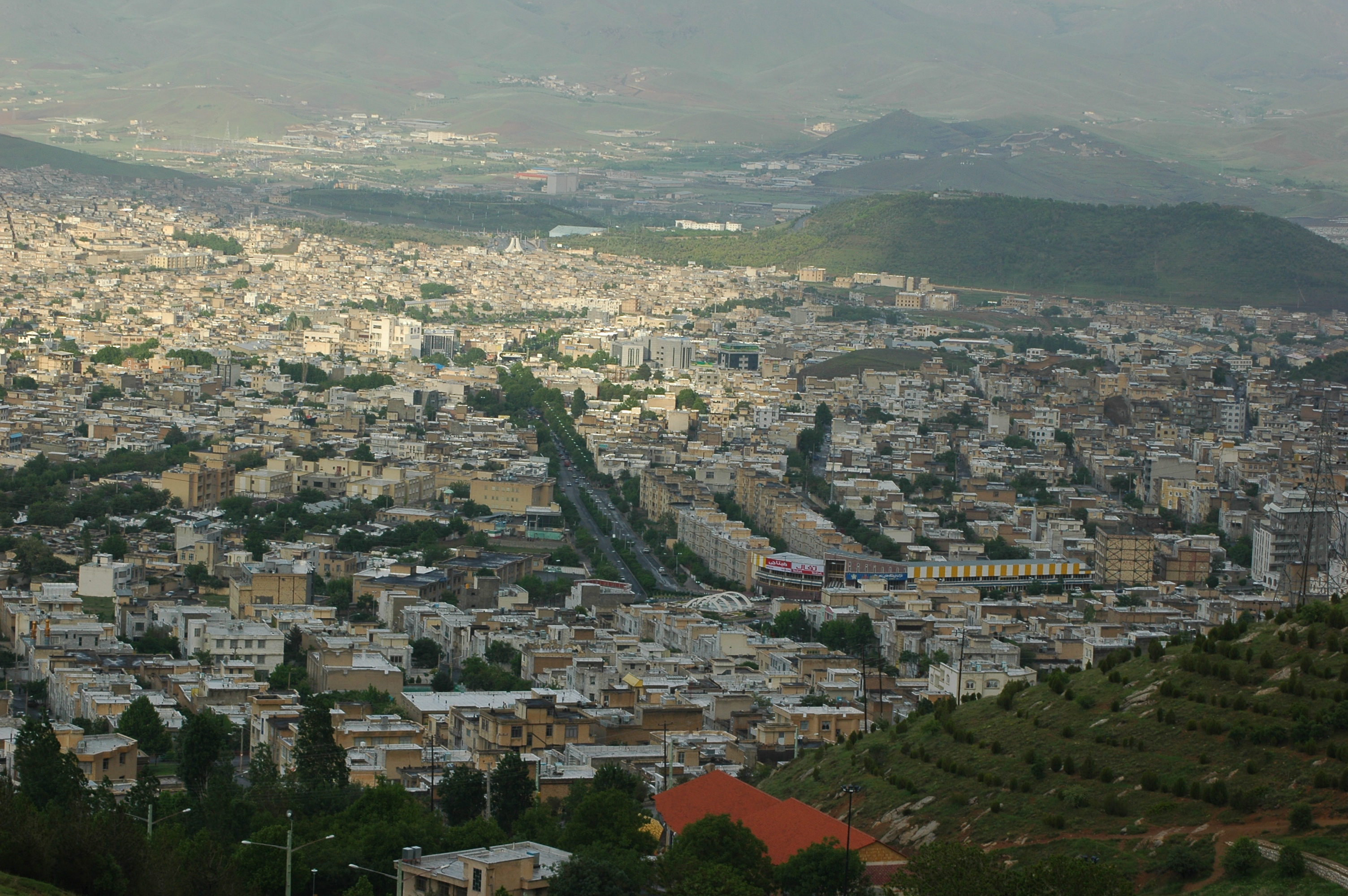
A város látképe
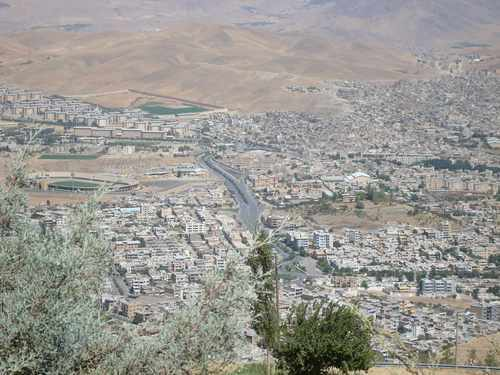
Szanandadzs, panoráma
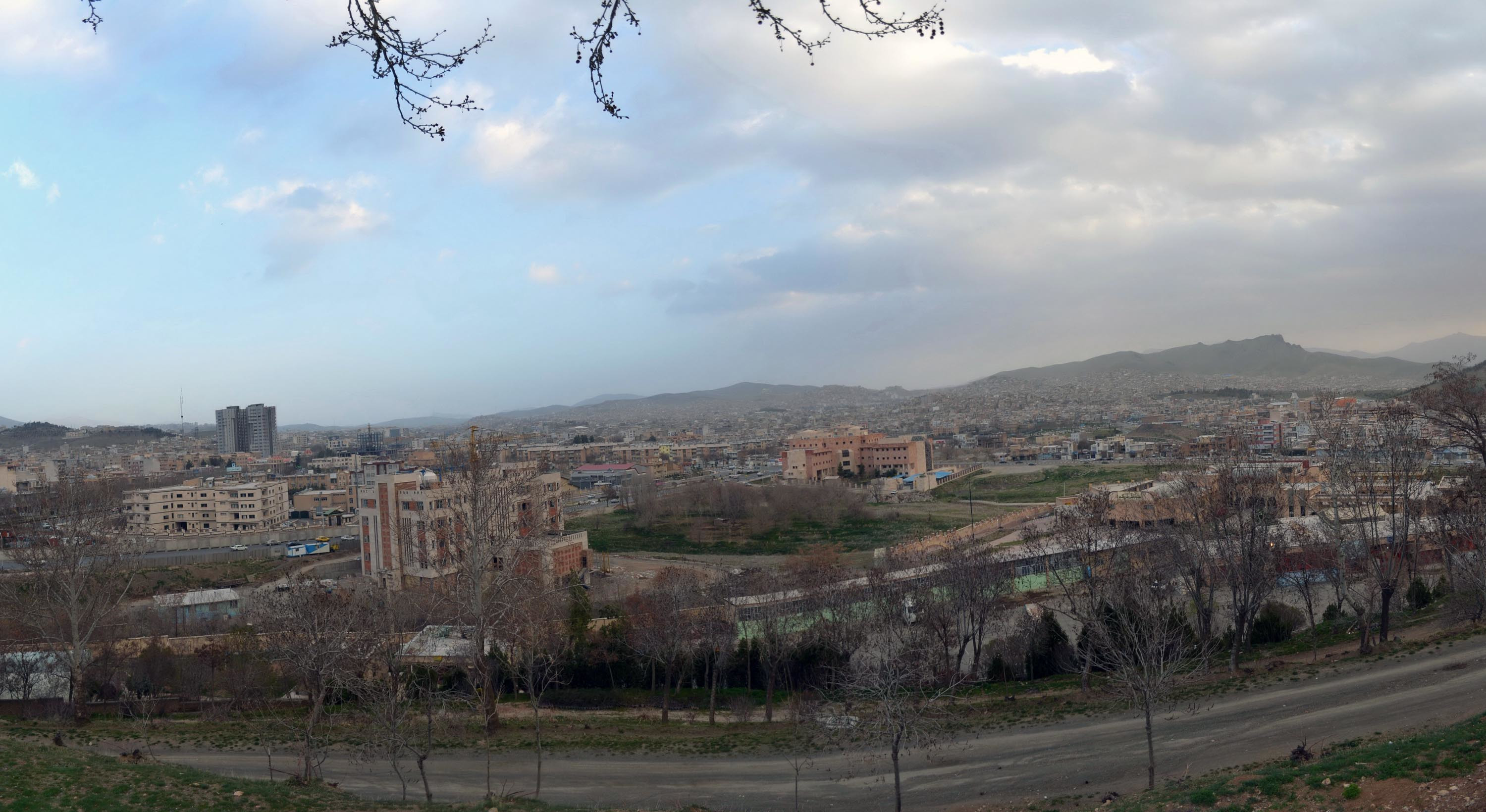
A város látképe
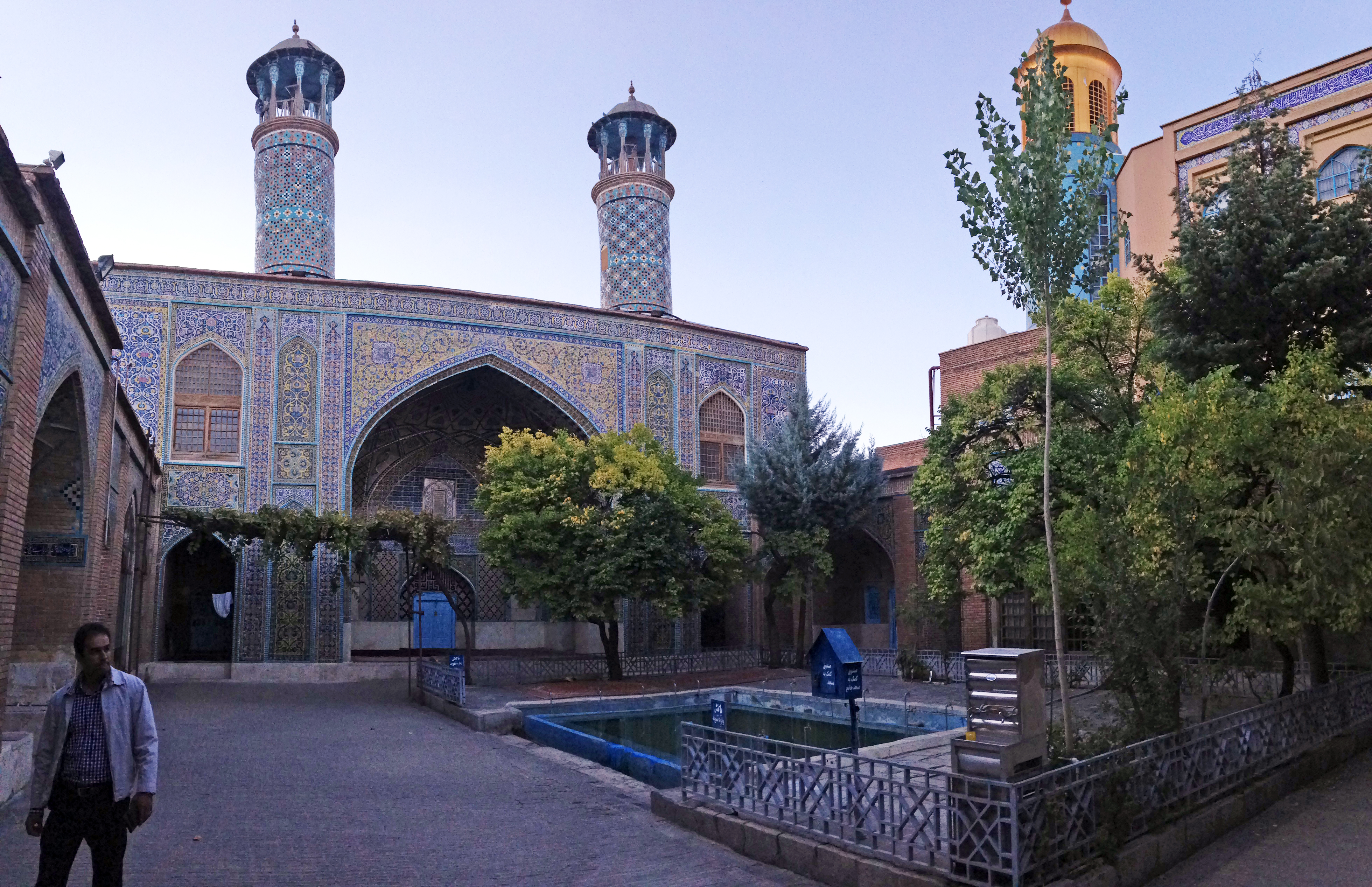
Mecset
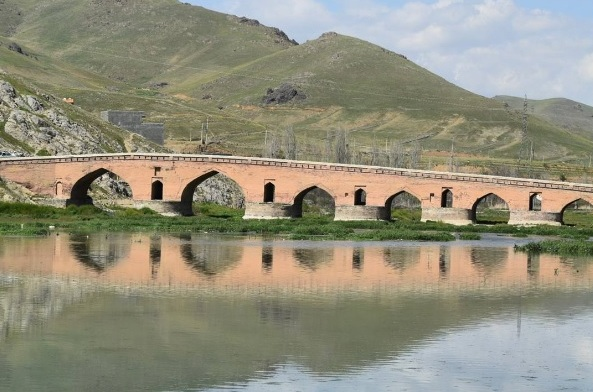
Egy régi híd
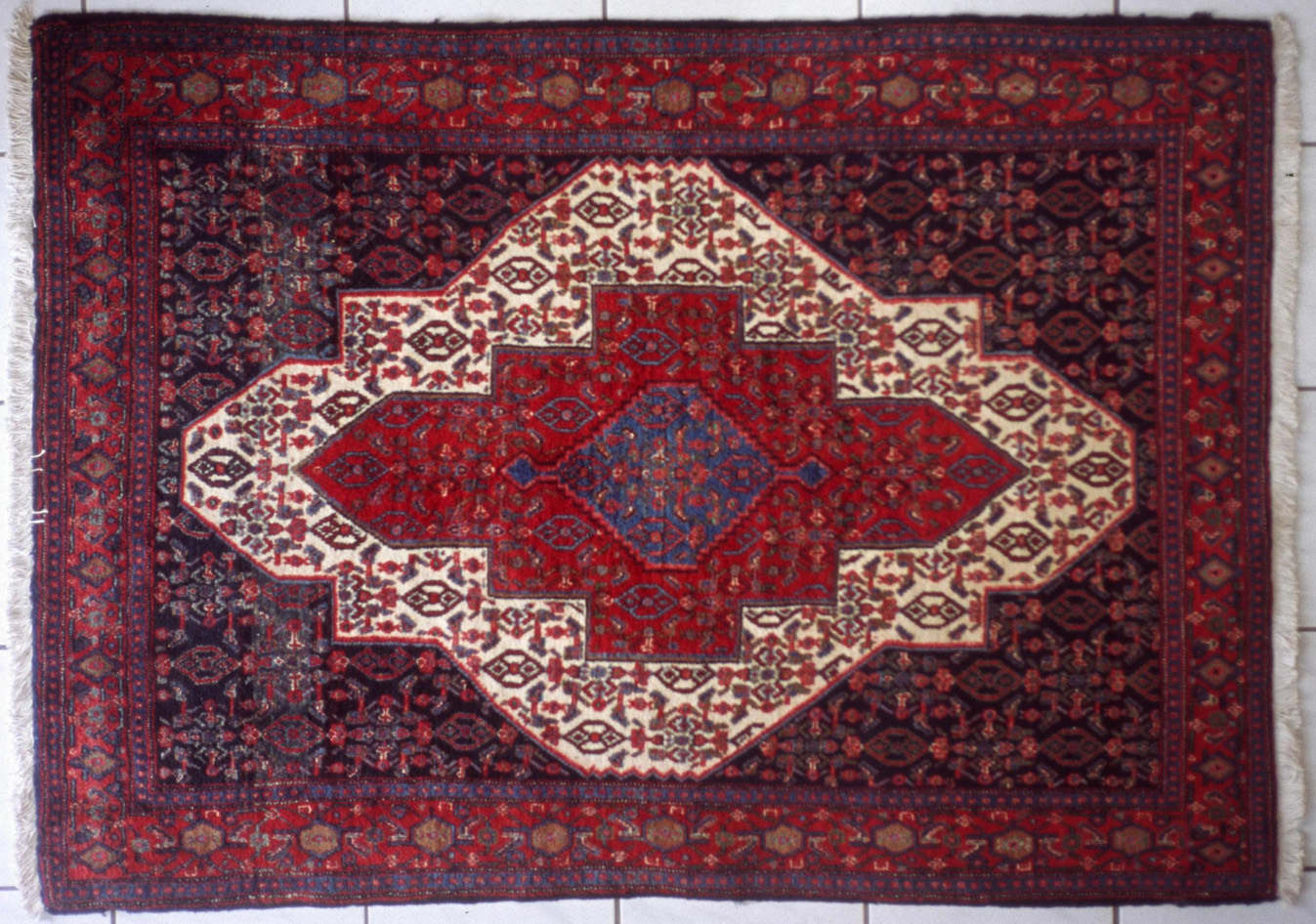
A szanandadzsi szőnyeg
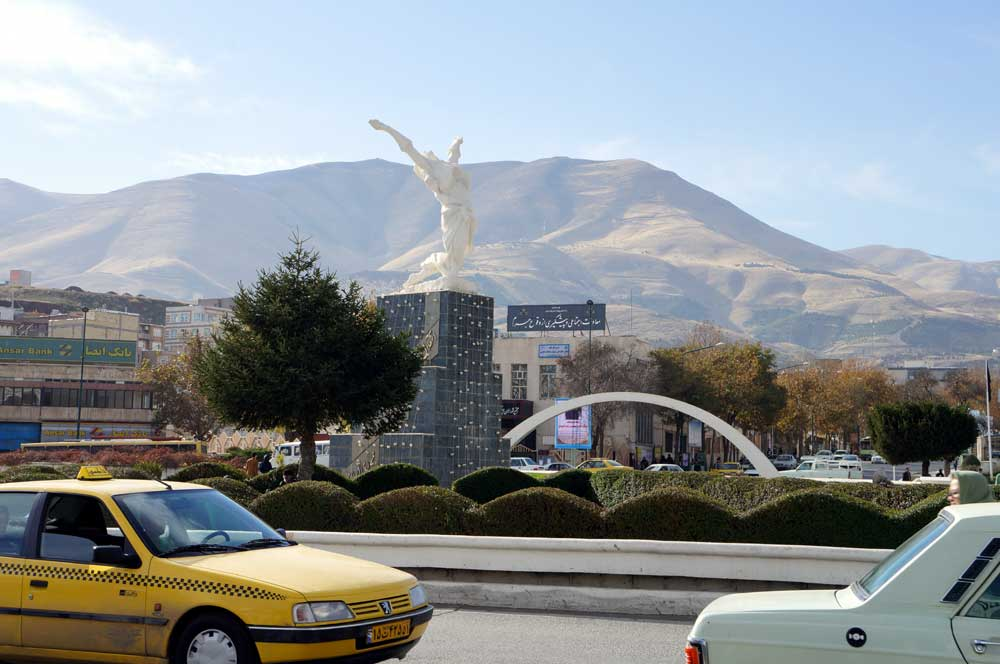
A város egy részlete
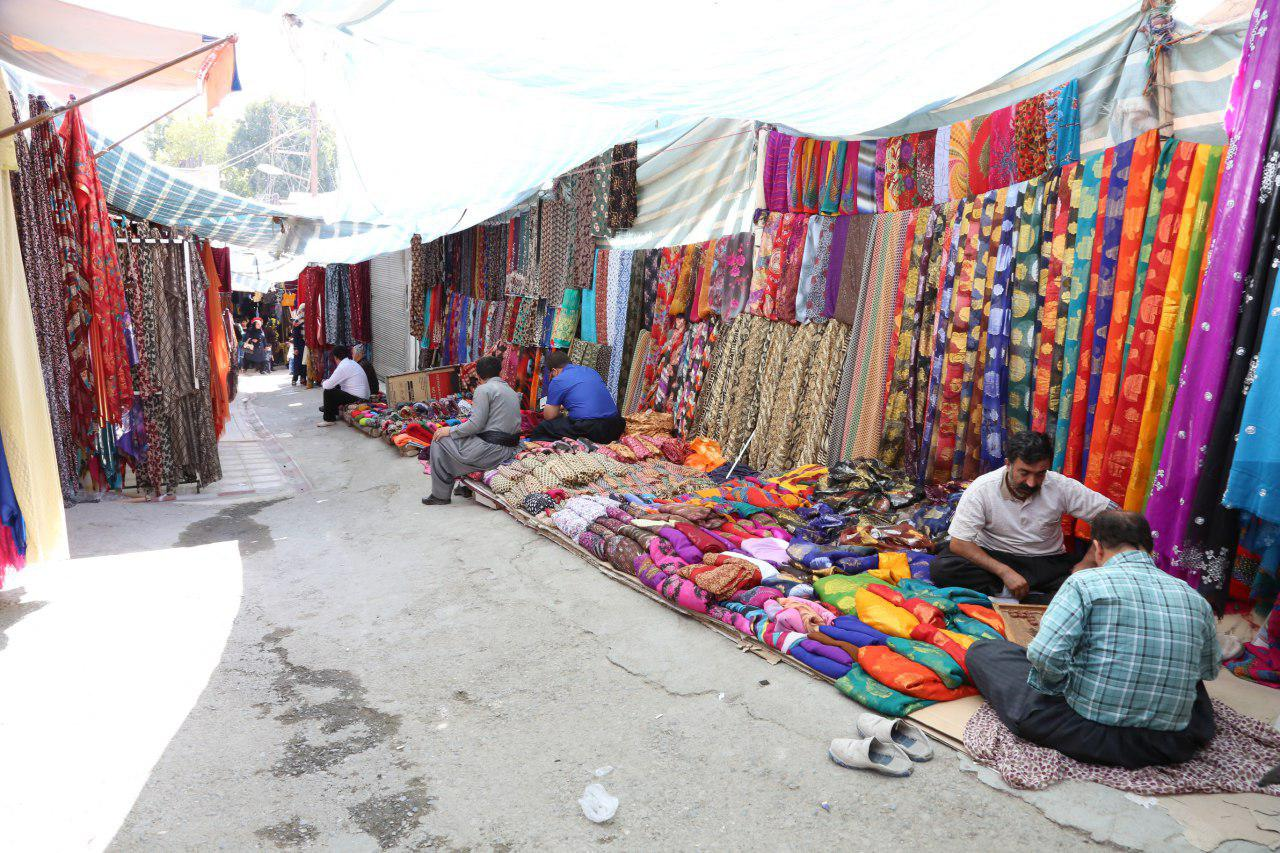
Bazár
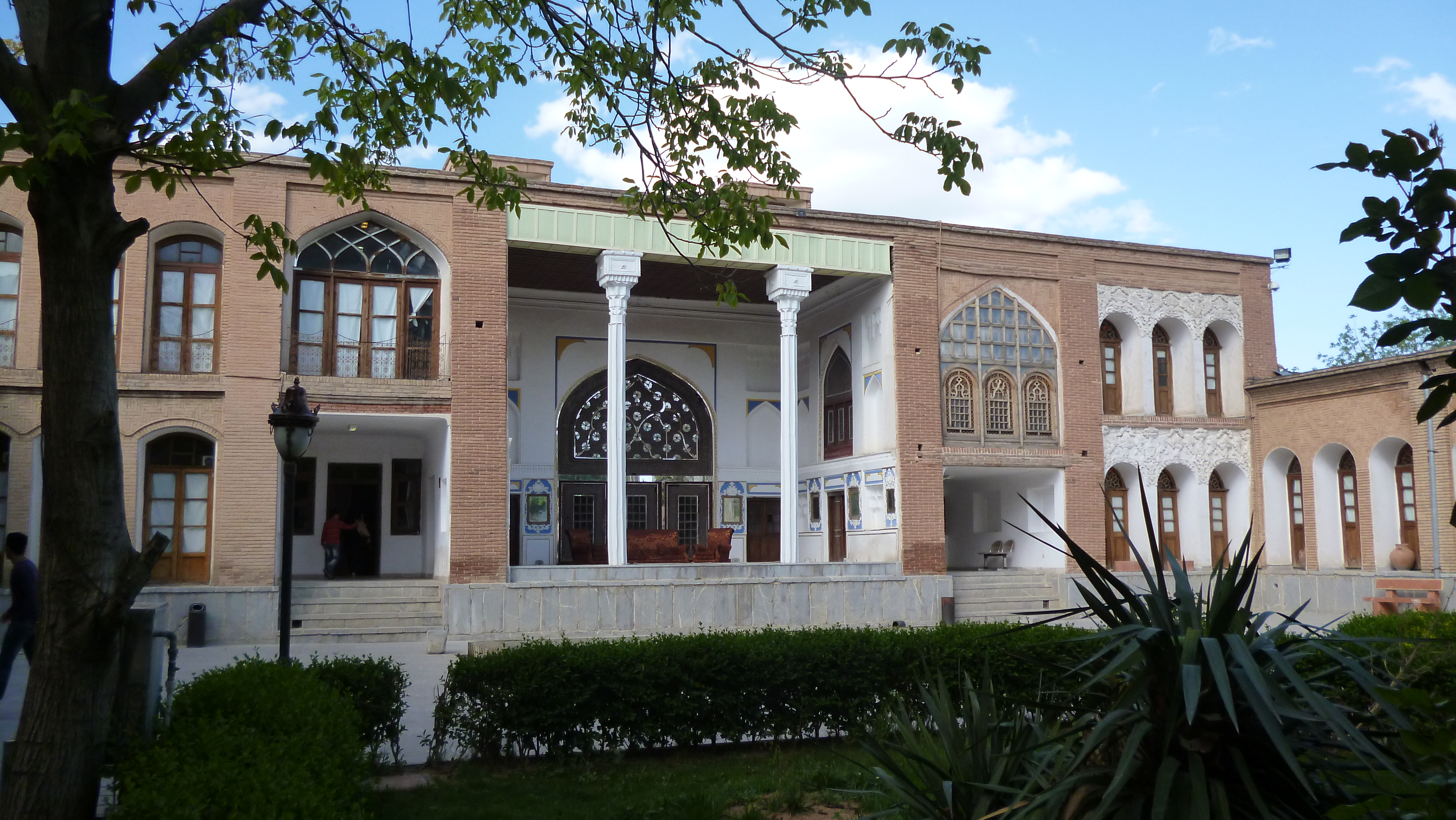
Az antropológiai múzeum épülete
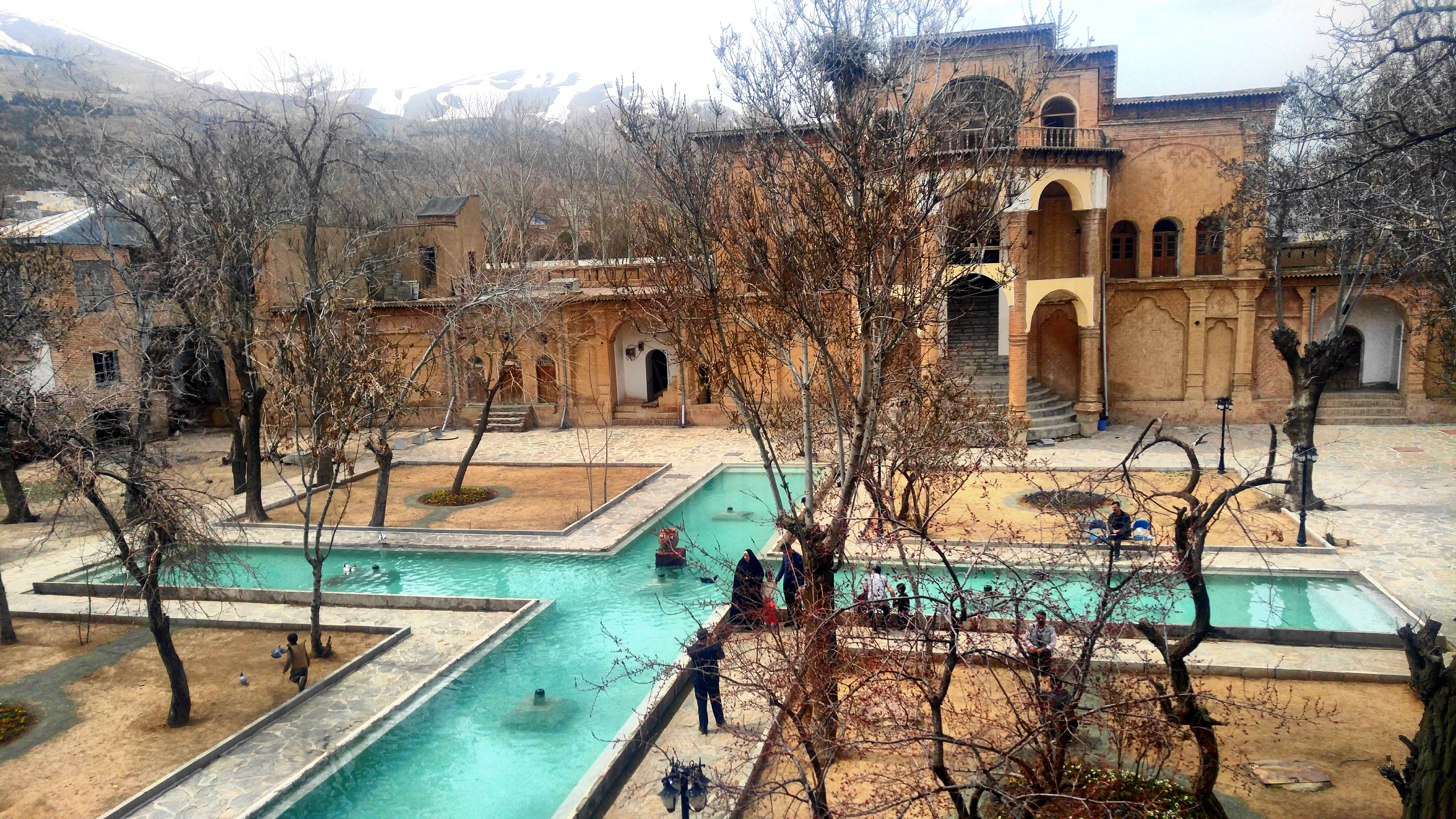
Khosroabad
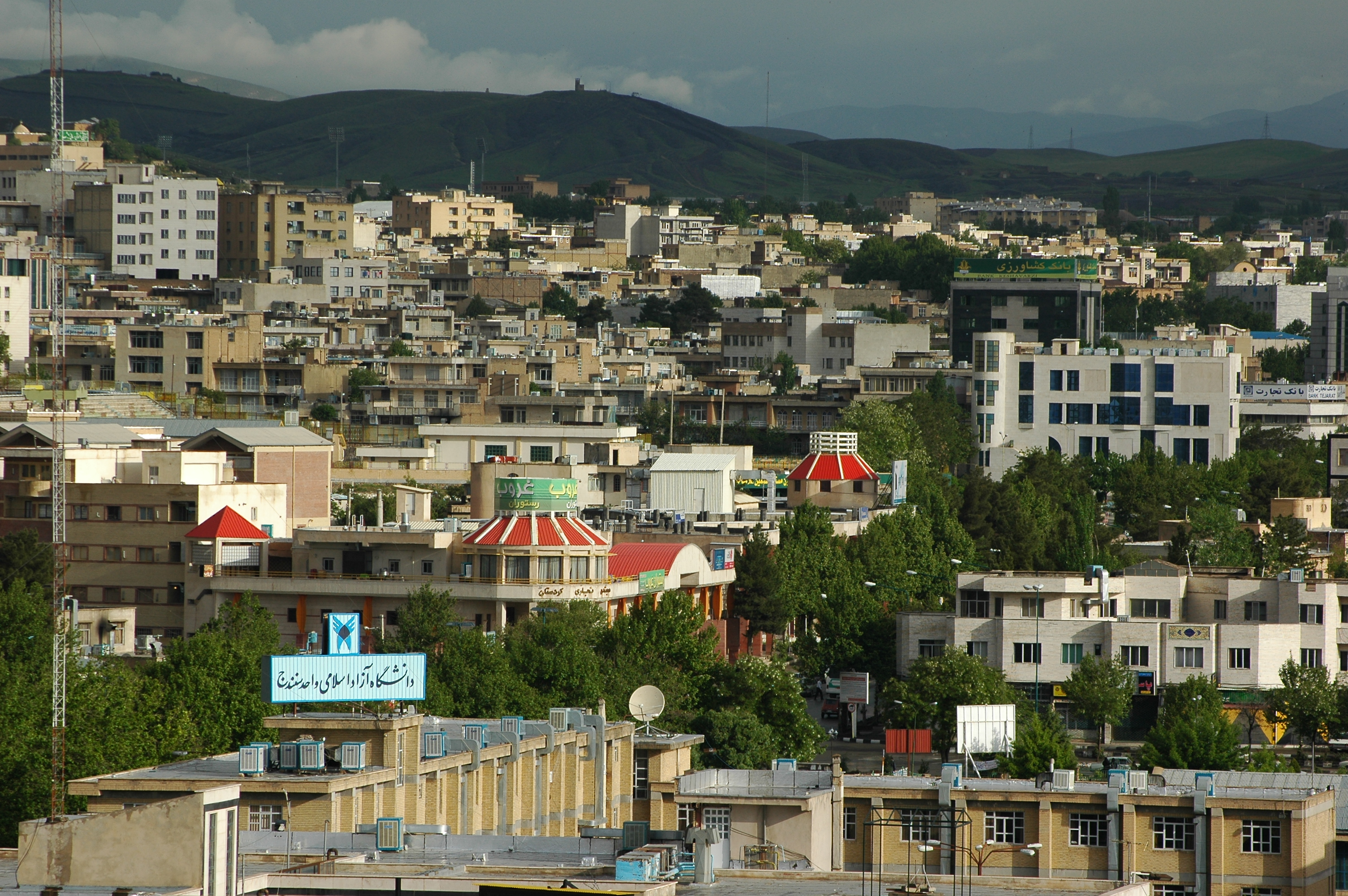
Városközpont
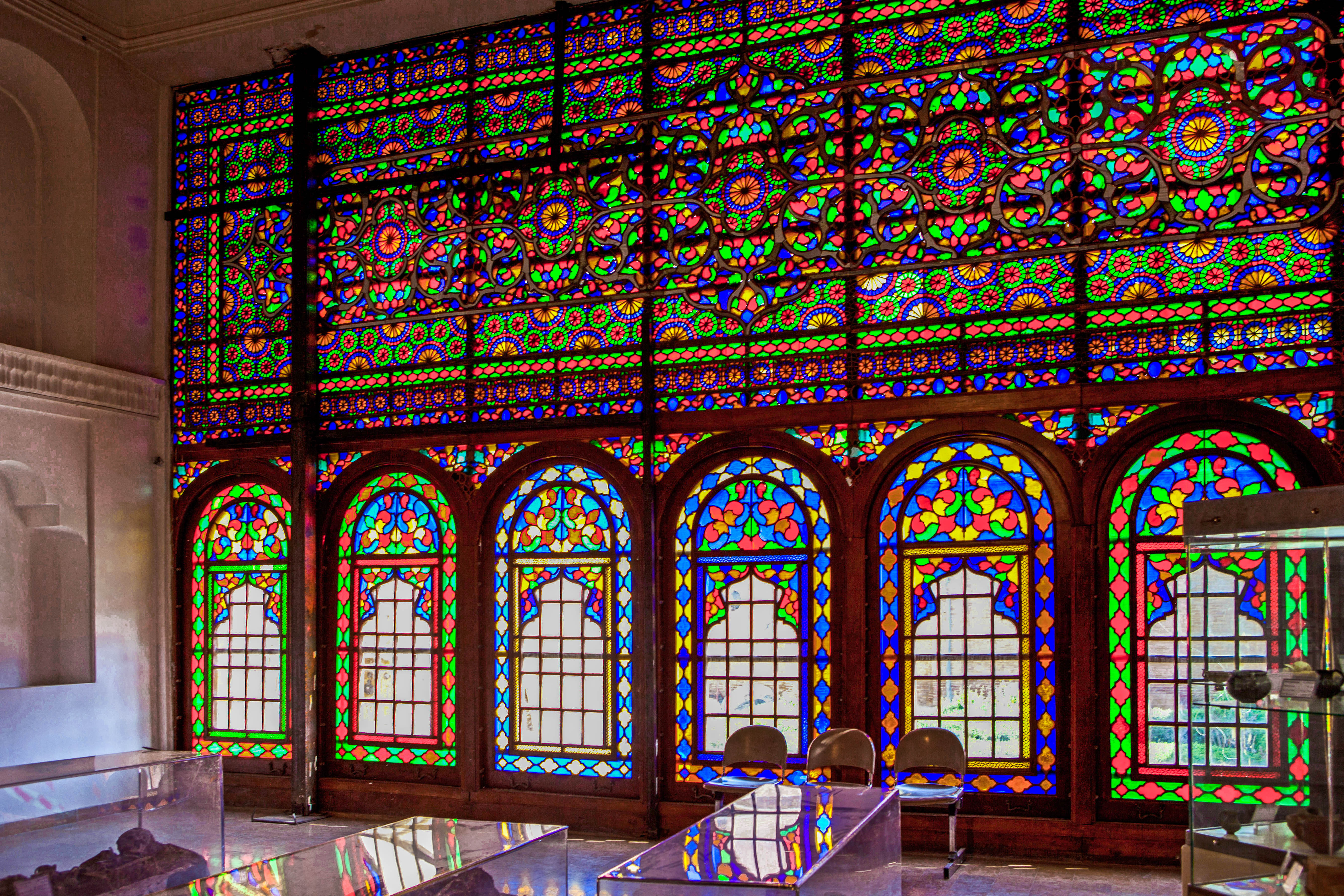
Múzeum
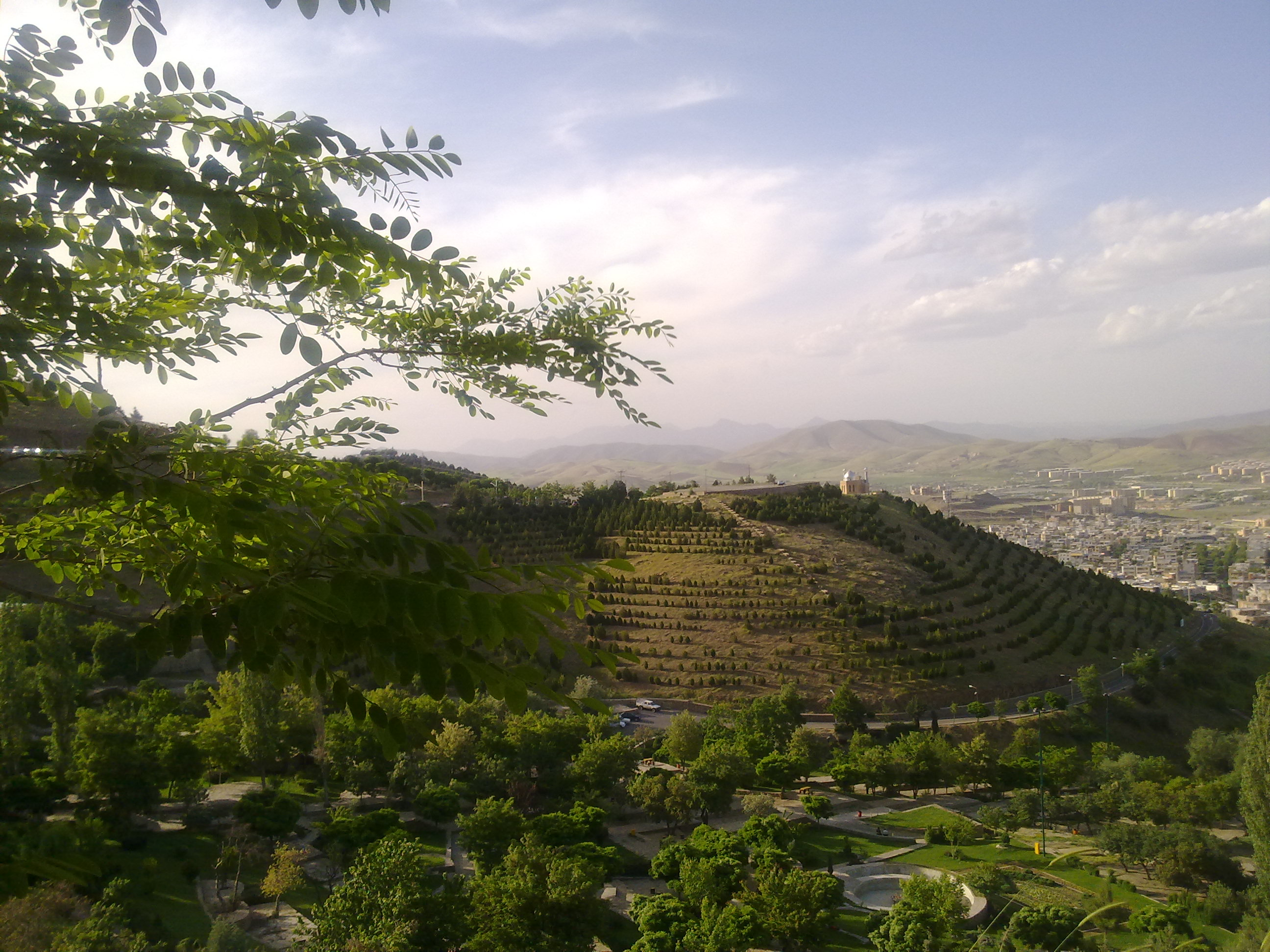
A város látképe
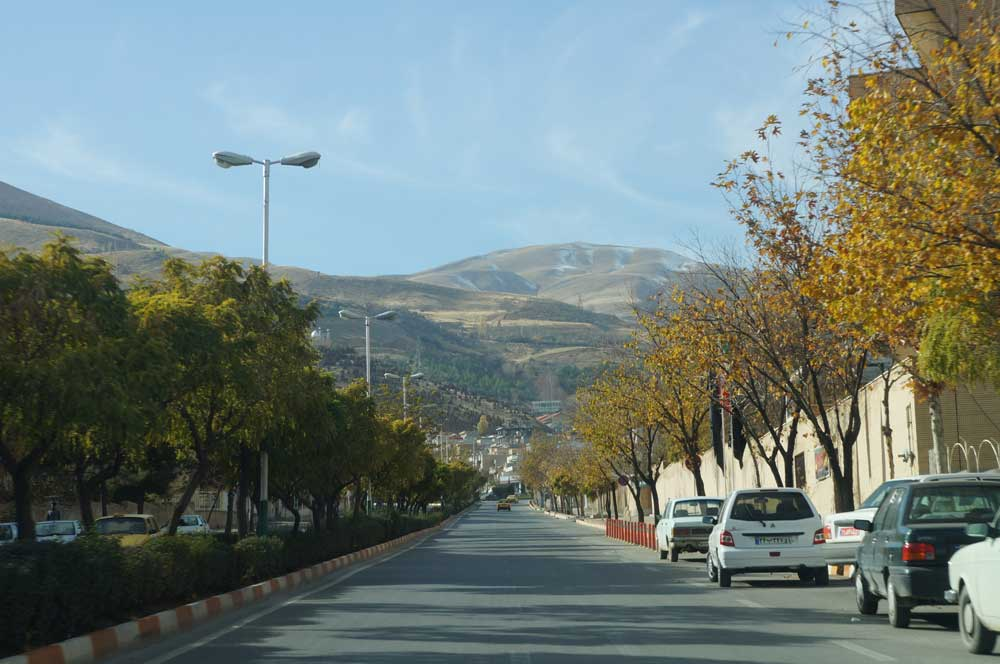
Látkép
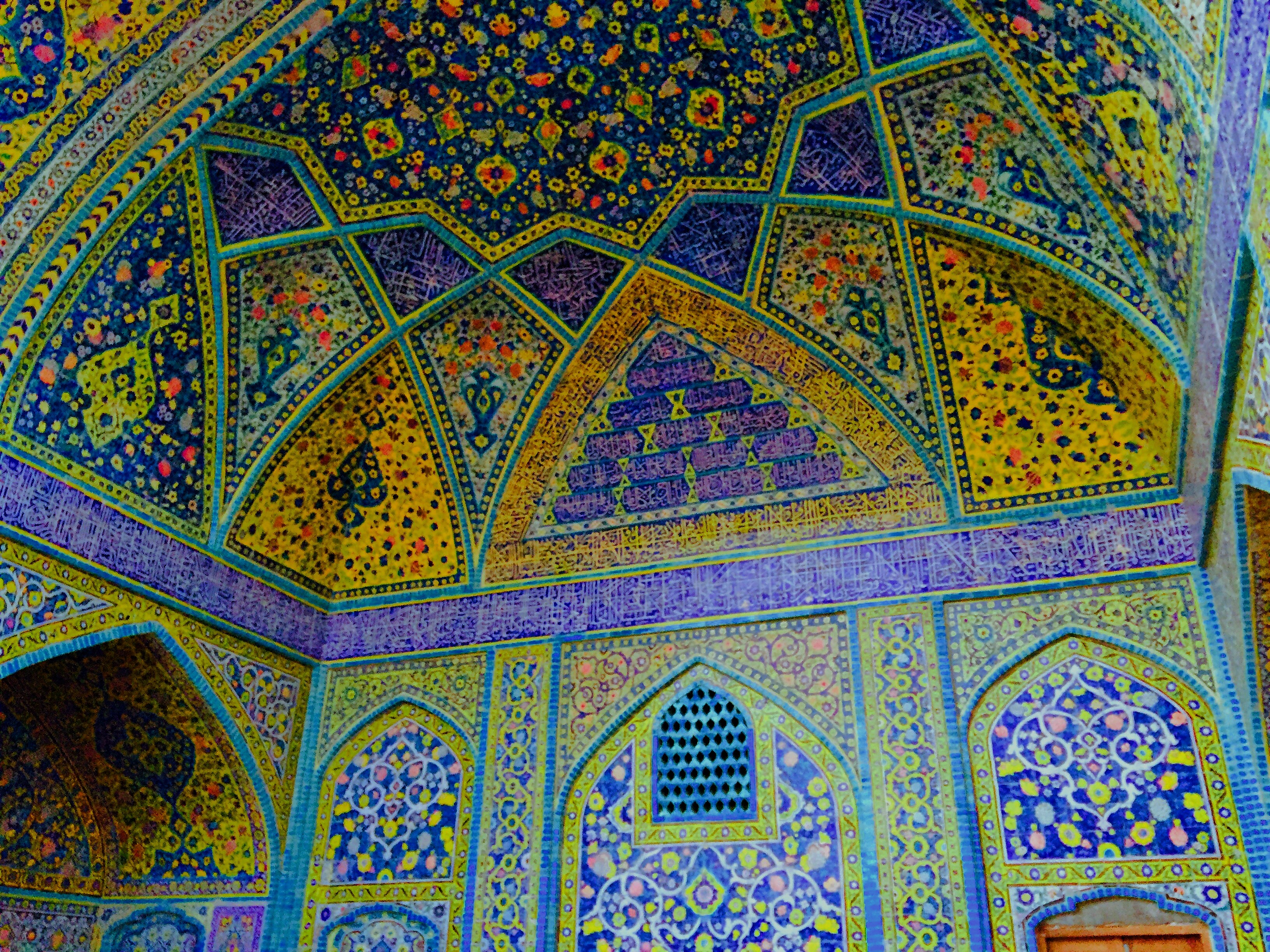
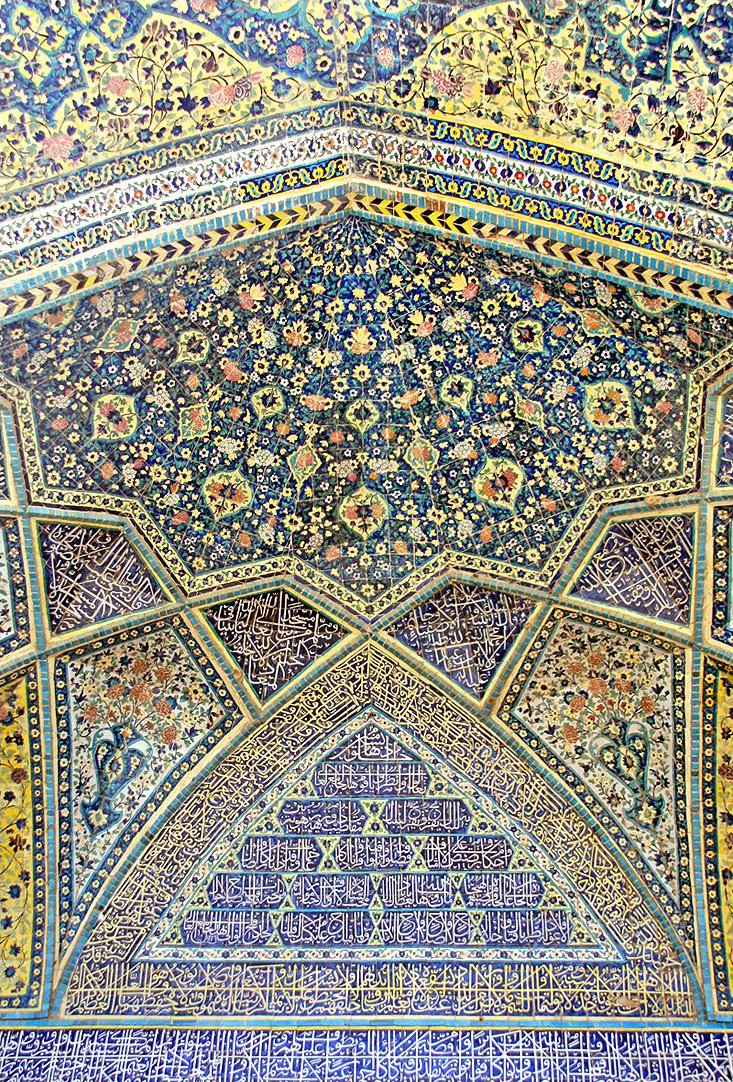